# Nesticus cherokeensis
Espèce
Nesticus cherokeensis est une espèce d'araignées aranéomorphes de la famille des Nesticidae.

## Distribution
Cette espèce est endémique des États-Unis. Elle se rencontre en Caroline du Nord dans les comtés de Swain, de Haywood et de Jackson et au Tennessee dans le comté de comté de Cocke.

## Description
Le mâle holotype mesure 3,22 mm et la femelle paratype 3,59 mm.

## Systématique et taxinomie
Cette espèce a été décrite par Hedin et Milne en 2023.

## Étymologie
Son nom d'espèce, composé de cheroke[e] et du suffixe latin -ensis, « qui vit dans, qui habite », lui a été donné en référence au lieu de sa découverte, les terres Cherokees.

## Publication originale
- Hedin & Milne, 2023 : « New species in old mountains: integrative taxonomy reveals ten new species and extensive short-range endemism in Nesticus spiders (Araneae, Nesticidae) from the southern Appalachian Mountains. » ZooKeys, vol. 1145, p. 1-130 (texte intégral).